# Swammerdamella grogani
Swammerdamella grogani är en tvåvingeart som beskrevs av Heron Huerta och Ibanez-bernal 2008. Swammerdamella grogani ingår i släktet Swammerdamella och familjen dyngmyggor. Inga underarter finns listade i Catalogue of Life.